# Kentfield
Kentfield est une census-designated place située dans le comté de Marin, dans l’État de Californie, aux États-Unis. Sa population s’élevait à 6 485 habitants lors du recensement de 2010.

## Source
- (en) Cet article est partiellement ou en totalité issu de l’article de Wikipédia en anglais intitulé « Kentfield, California » (voir la liste des auteurs).